# Радебург
Радебург (нім. Radeburg) — місто в Німеччині, розташоване в землі Саксонія. Входить до складу району Майсен.
Площа — 54,00 км2. Населення становить 7268 ос. (станом на 31 грудня 2020).